# I'm Free (渡辺美里の曲)
「I'm Free」（アイム・フリー）は、渡辺美里の楽曲。1985年5月2日にメジャーデビューシングルとしてEPIC・ソニー (現・エピックレコードジャパン)より発売された。

## 概要
表題曲の「I'm Free」は、アメリカ出身のミュージシャンであるケニー・ロギンスが1984年に発表した「アイム・フリー」のカバー曲で、TBS系ドラマ『スーパーポリス』の主題歌として使用された。
カップリング曲の「タフな気持で (Don't Cry)」は、イングランド出身のロックバンドであるエイジアが1983年に発表した2ndアルバム『アルファ』に収録されている「Don't Cry」のカバー曲で、同ドラマの挿入歌として使用された。 
本作は、発売当初EP盤のみのリリースだったが、1989年12月1日に8cmCDとしてフォーマットを変更して発売された。

## 収録曲
- 全編曲：中村哲

1. I'm Free
作詞：DEAN PITCHFORD、日本語詞：康珍化、作曲：KENNY LOGGINS
2. タフな気持で (Don't Cry)
作詞・作曲：JOHN WETTON and GEOFF DOWNES、日本語詞：只野菜摘

## 収録アルバム
- 『M・Renaissance 〜エム・ルネサンス〜』 ※I'm Free (Disc.1 #4)
- 『25th Anniversary Misato Watanabe Complete Single Collection〜Song is Beautiful〜』 ※I'm Free (Disc.1 #1)
- 『eyes -30th Anniversary Edition-』※I'm Free (#12)
- 『eyes -30th Anniversary Edition-』※タフな気持で (Don't Cry) (#13)